# Inka Friedrich

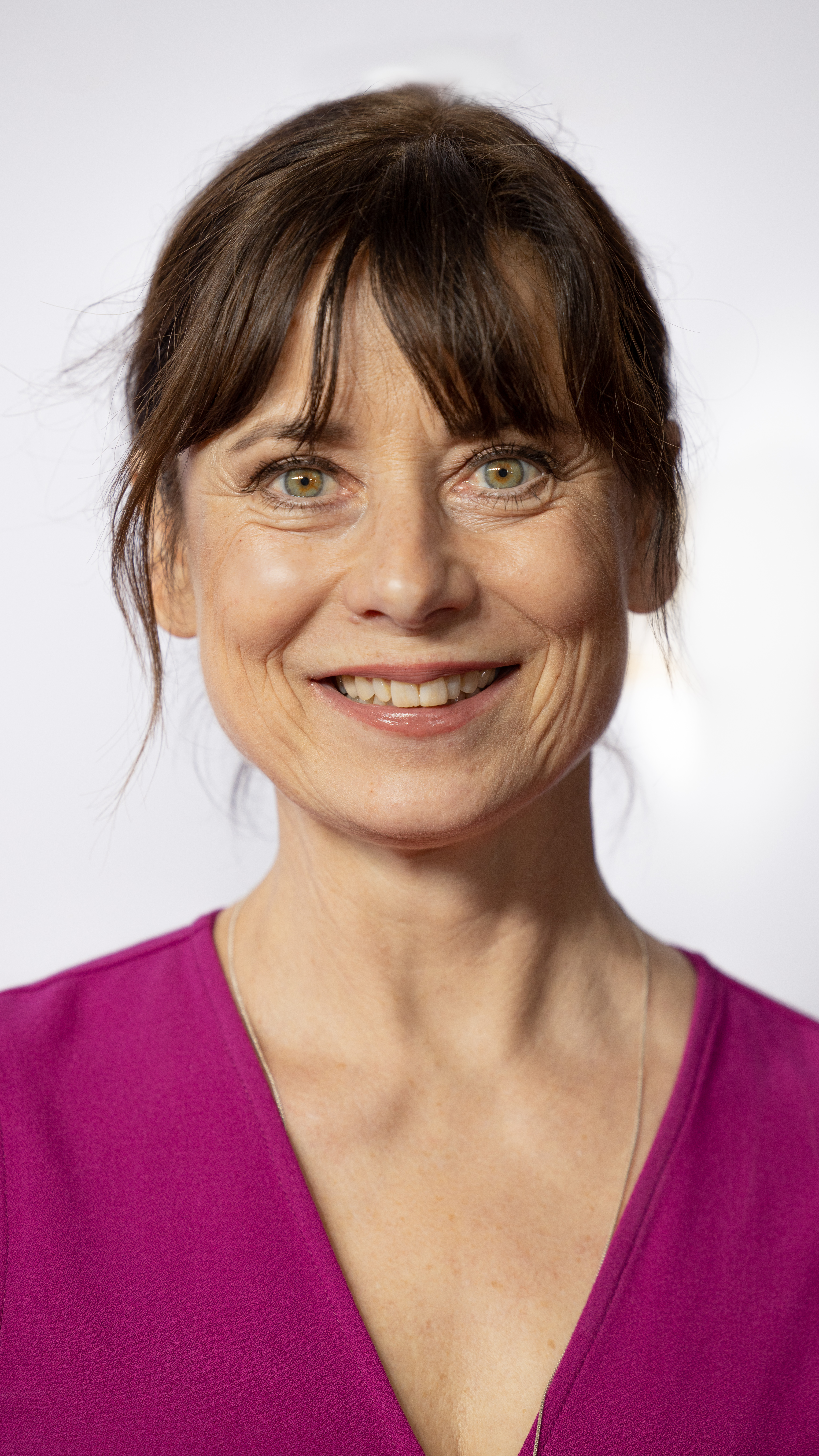
Inka Friedrich, 2020

Inka Friedrich (* 7. März 1965 in Freiburg im Breisgau) ist eine deutsche Schauspielerin. Sie lebt in Berlin.

## Leben
Inka Friedrich wuchs mit Eltern und einem Bruder im Freiburger Stadtteil Waldsee auf. Sie besuchte die Reinhold-Schneider-Grundschule in Freiburg-Littenweiler und legte am Marie-Curie-Gymnasium in Kirchzarten das Abitur ab. Anschließend erhielt sie von 1984 bis 1988 Schauspielunterricht an der HdK in Berlin. Nach dem Abschluss der Schauspielschule wurde sie am Theater Basel engagiert und hatte dort unter der Regie von Cesare Lievi als Käthchen von Heilbronn ihren ersten großen Erfolg. Das Magazin Theater heute wählte sie 1990 zur Nachwuchsschauspielerin des Jahres. Von 1991 bis 1998 hatte sie ihr zweites festes Engagement am Deutschen Schauspielhaus in Hamburg. Seit 1998 ist sie als freie Schauspielerin tätig, wobei der Weg sie an das Schauspielhaus Zürich und an das Burgtheater in Wien führte. Großen Erfolg hatte sie an der Schaubühne am Lehniner Platz in Berlin als „Sonja“ in Onkel Wanja unter der Regie von Andrea Breth. Unter der Regie von Andreas Dresen spielte sie auch am Deutschen Theater in Berlin als „Karoline“ in Kasimir und Karoline von Ödön von Horváth.
Nach einigen Fernseharbeiten gab sie ihr Kinodebüt unter der Regie von Andreas Dresen, der sie in Willenbrock (2005) und Sommer vorm Balkon (2005) in Hauptrollen besetzte.

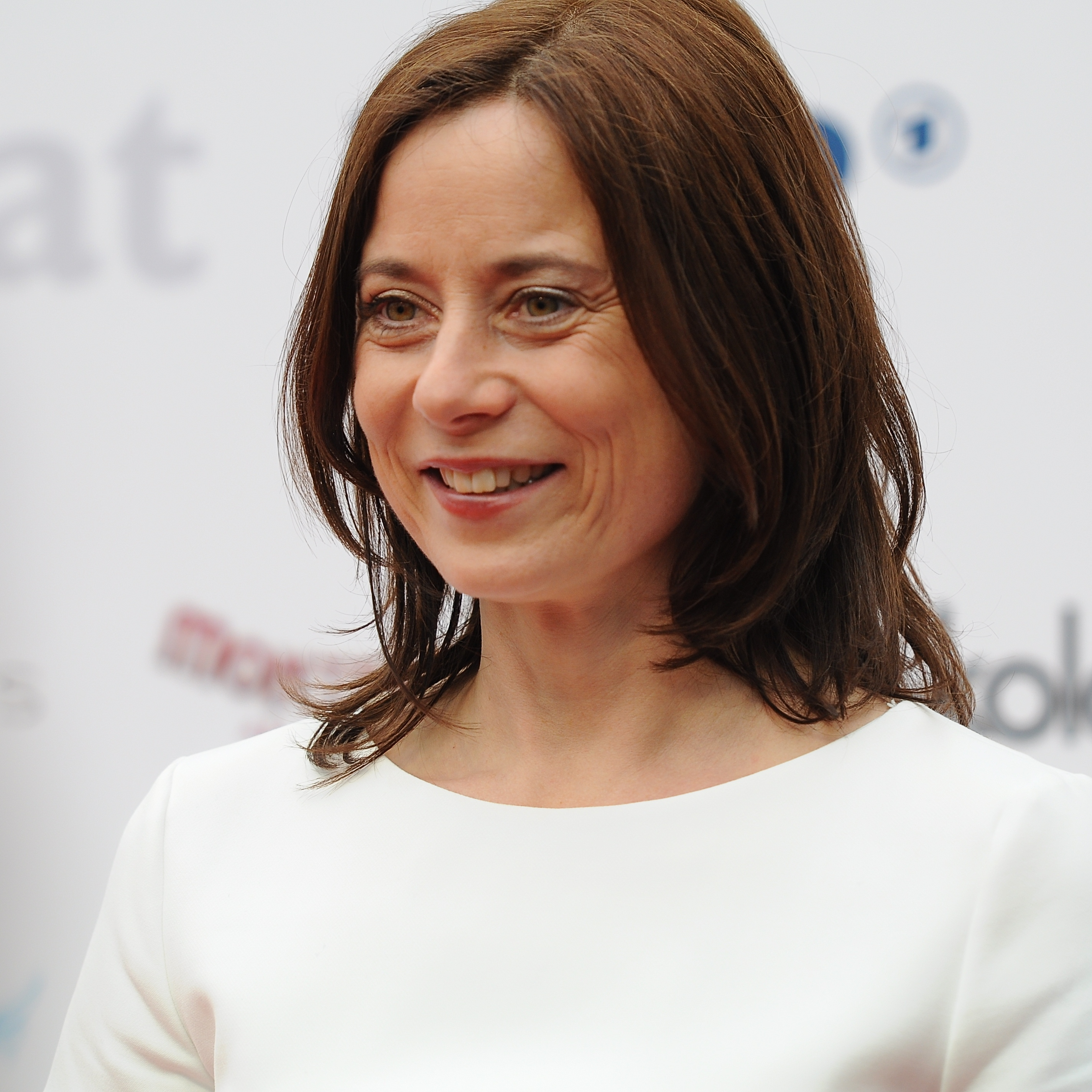
Inka Friedrich bei der Verleihung des Grimme-Preises 2014

Friedrich lebt als alleinerziehende Mutter zweier Söhne in Berlin.
Sie ist Mitglied der Deutschen Filmakademie.

## Filmografie
- 1993: Das letzte Siegel
- 1995: Nadja – Heimkehr in die Fremde (Fernsehfilm)
- 1997: Drunter und drüber (Fernsehserie)
- 1998: Adelheid und ihre Mörder – Wunder der Technik
- 1999: Paul und Clara – Liebe vergeht nie (Fernsehfilm)
- 2000: Kontakt (Kurzfilm)
- 2001: Vier Meerjungfrauen (Fernsehfilm)
- 2001: Ein Vater zu Weihnachten (Fernsehfilm)
- 2003: Ich liebe das Leben (Fernsehfilm)
- 2005: Sommer vorm Balkon
- 2005: Kalter Sommer (Fernsehfilm)
- 2005: Willenbrock
- 2006: Die Mauer – Berlin ’61 (Fernsehfilm)
- 2006: Polizeiruf 110: Matrosenbraut (Fernsehreihe)
- 2007: Kuckuckszeit (Fernsehfilm)
- 2007: Nichts ist vergessen (Fernsehfilm)
- 2007: Blöde Mütze!
- 2007: Tatort: Strahlende Zukunft (Fernsehreihe)
- 2008: Tatort: Ausweglos
- 2008: Polizeiruf 110: Verdammte Sehnsucht (Fernsehreihe)
- 2008: Polizeiruf 110: Kellers Kind
- 2008: Im Winter ein Jahr
- 2009: Ein Dorf schweigt
- 2009: Hanna und die Bankräuber (Fernsehfilm)
- 2009: Fasten à la Carte (Fernsehfilm)
- 2009: Dr. Hope – Eine Frau gibt nicht auf (Fernsehfilm)
- 2009: Tatort: Altlasten
- 2009–2010: Der Kriminalist (Fernsehreihe, 8 Folgen)
- 2010: Die Grenze
- 2010: Groupies bleiben nicht zum Frühstück
- 2010: Die Hummel
- 2010: Go West – Freiheit um jeden Preis
- 2011: Kehrtwende
- 2011: Halt auf freier Strecke
- 2011: Die Dienstagsfrauen … auf dem Jakobsweg zur wahren Freundschaft
- 2011: Tatort: Der Tote im Nachtzug
- 2011: Tatort: Schwarze Tiger, weiße Löwen (Fernsehreihe)
- 2012: Bloch – Der Fremde
- 2012: Zeit der Helden (Fernsehreihe, 9 Folgen)
- 2012: Die Chefin – Entscheidung
- 2013: Global Player – Wo wir sind isch vorne
- 2013: Kopfüber
- 2013: Pinocchio (Fernsehfilm, 2-teilig)
- 2015: Blindgänger (Fernsehfilm)
- 2015: Die Wallensteins – Dresdner Dämonen
- 2015: Ellerbeck (Fernsehreihe, 5 Folgen)
- 2015: Unterm Radar
- 2015: Im Namen meines Sohnes
- 2016: Keine Ehe ohne Pause
- 2016: Immer Ärger mit Opa Charly (Fernsehfilm)
- 2016: Die Mitte der Welt
- 2017: Ein starkes Team – Treibjagd (Fernsehreihe)
- 2017: Willkommen bei den Honeckers (Fernsehfilm)
- 2017: Lachesis (Kurzfilm)
- 2017: In Zeiten des abnehmenden Lichts
- 2018: Die Galoschen des Glücks
- 2018: Labaule & Erben (Fernsehreihe, 6 Folgen)
- 2018: Spreewaldkrimi – Tödliche Heimkehr (Fernsehreihe)
- 2018: Extraklasse (Fernsehfilm)
- 2019: Wilsberg – Gottes Werk und Satans Kohle
- 2019: Der Alte – Schmutzige Wäsche (Fernsehserie)
- 2019: Eine Hochzeit platzt selten allein (TV-Komödie, ARD)
- 2020: München Mord: Was vom Leben übrig bleibt
- 2020: Es ist zu deinem Besten
- 2020: Gott, du kannst ein Arsch sein!
- 2021: Der Ranger – Paradies Heimat: Junge Liebe (Fernsehreihe)
- 2021: Die unheimliche Leichtigkeit der Revolution
- 2021: Risiken und Nebenwirkungen
- 2021: Der Palast (Fernsehserie, 6 Episoden)
- 2021: Solo für Weiss – Das letzte Opfer
- 2021: Das Quartett: Die Tote vom Balkon
- 2022: Zurück aufs Eis
- 2023: Tatort: Unten im Tal
- 2023: Hotel Barcelona (Fernsehzweiteiler)
- 2023: Black Box
- 2023: Mit Herz und Holly: Diagnose Neustart (Fernsehreihe)
- 2023: Mit Herz und Holly: Muttergefühle
- 2024: Mit Herz und Holly: Lichtblicke
- 2024: Mit Herz und Holly: Kleine Wunder
- 2024: Perfect Match

## Diskografie
Singles:

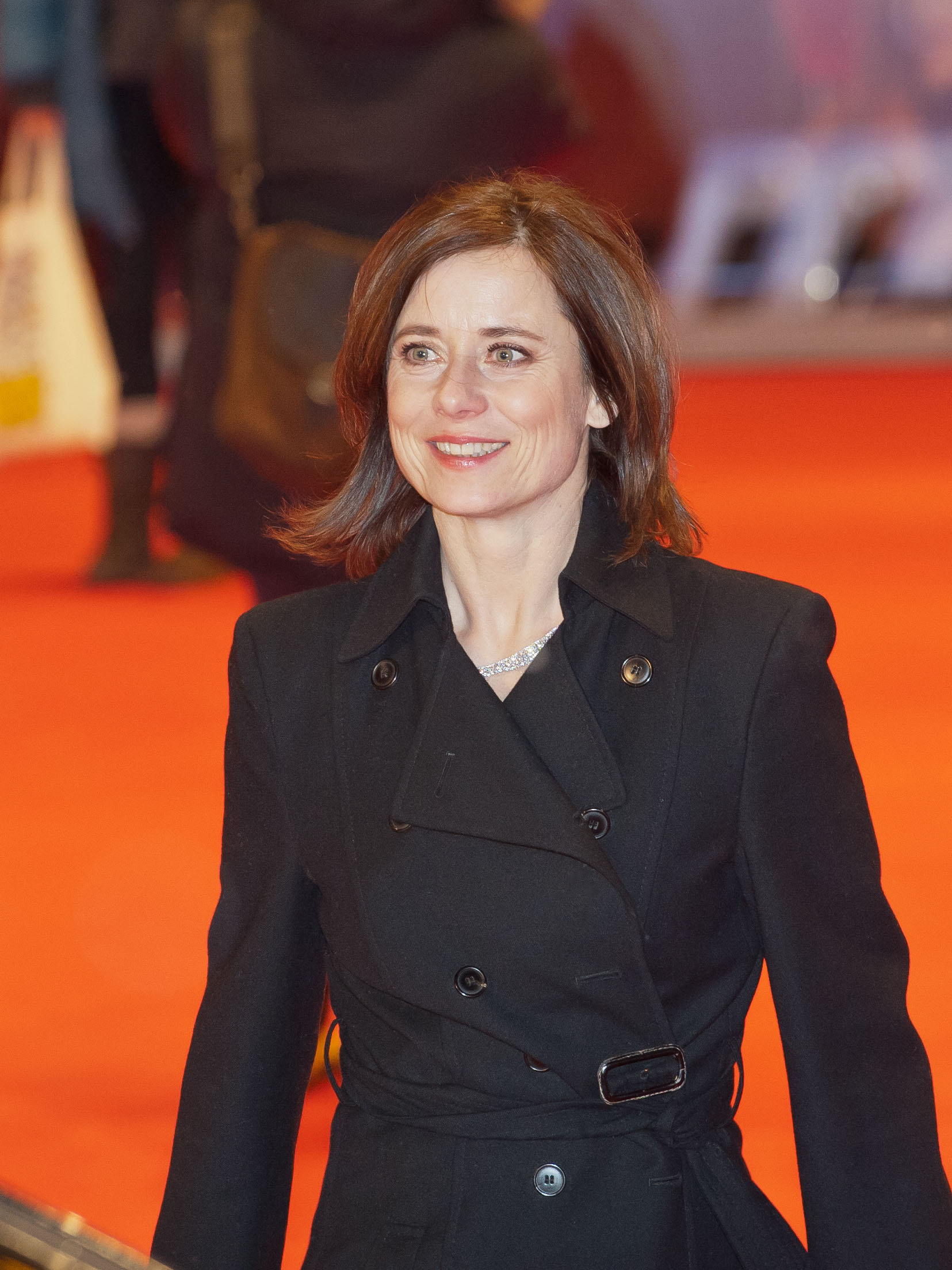
Friedrich auf der Berlinale 2013

- 2015: Das Leben liebt dich (erschienen auf Various Artists – Gute Nacht Sterne) [4]

## Auszeichnungen
- 2006 Silver Hugo Award beim 41. Chicago International Film Festival gemeinsam mit Nadja Uhl für ihre darstellerische Leistungen in Sommer vorm Balkon [5]
- 2006 Nominierung für den Deutschen Filmpreis für Sommer vorm Balkon
- 2012 Deutscher Regiepreis Metropolis (Kategorie Beste Schauspielerin)